# Athena Intézet
A budapesti Athena Intézet egy független kutatóintézet, mely Magyarországon egyedüliként kizárólag a belföldi, politikai extrémizmus területét kutatja. A 2010-ben alapított intézményt azzal a céllal hozták létre, hogy a Magyarországon aktív extrémista csoportokat azonosítsa, azok tevékenységét nyomon kövesse és elemezze. Az Intézet az angolszász világban elterjedt független kutatóintézetek hagyományaira támaszkodva, egy magánalapítvány keretei között működik, tevékenysége pártpolitika-semleges és nonprofit.

## Története
Az intézmény létrehozásának ötlete a Marshall Fund of the United States biztosította Marshall Memorial Fellowship ösztöndíj során, a Poverty Law Centerbe (AL, USA) tett látogatás alkalmával született meg 2009 tavaszán. Az előkészítést követően az Athena Intézet 2010 nyarán kezdte meg működését.

## Missziója
„A társadalom legkiszolgáltatottabb tagjának emberi méltóságát kell megvédenünk, mert a XXI. században saját méltóságunk e felelősségtől elválaszthatatlan. Az Intézet célja, hogy a gyűlöletcsoportok nyomonkövetése és a széles közvélemény tájékoztatása révén járuljon hozzá egy demokratikus közélet megszilárdulásához, egy biztonságos, gyarapodó ország jövőjéhez.”

## Tevékenysége
Az intézmény fő tevékenysége a belföldi extrémista csoportok azonosítása, valamint azok nyomonkövetése. A biztonságpolitikai kutatások terén az országban elsőként alkalmazták a digitális térképi megjelenítés eszközét, mely fő programjuk, a Gyűlöletcsoport Térkép gerincét jelenti. A program eredménye egy átfogó, kereshető adatbázis az ország területén működő extrémista csoportokról, azok főbb jellemzőiről és tevékenységéről. A projekt keretei között az intézmény kutatói azonosítják az aktív extrémista csoportokat, majd azok tevékenységét figyelemmel kísérve napi szinten frissítik az adatbázist. A csoportok jelentette kockázatot az amerikai Szövetségi Nyomozóiroda szolgáltatta metodológia alapján mérik fel. A program a kutatási területen gyorsan általános referenciaponttá vált a kutatói közösség, illetve kapcsolódó területeken aktív civil szervezetek számára. A program létrejöttéről, eredményeiről az országos sajtó rendszeresen beszámolt.
Fenti programja mellett az intézmény önálló vizsgálatokat is folytat, melyek keretei között oknyomozó újságírók bevonásával vizsgálja az extrémista csoportok működését, hátterét. Első vizsgálatuk a kuruc.info csoport finanszírozási hátterét tárta fel, annak eredményeiről széles körben tudósított a sajtó. A vizsgálat adataira támaszkodva később a magyar hatóságok büntetőeljárást is indítottak. Az intézmény további vizsgálatai az extrémista csoportok által folytatott paramilitáris kiképzésekről, a gyöngyöspatai incidens hátteréről, stb. szolgáltattak információt.

A fenti információs bázison az intézmény elemző tevékenységet is folytat. Az Intézet által publikált Incidensjelentések egy-egy fontosabb, a politikai extrémizmushoz köthető incidens összefoglaló leíró-elemzését adják. Emellett Kockázatjelentés címmel az intézmény korai előrejelzéseket is közöl.

## Az intézmény vezetői
Az Athena Intézetet annak alapító igazgatója, Domina Kristóf vezeti.
Az intézmény tevékenységének általános irányítását annak kuratóriuma végzi. A kuratórium tagjai Szelényi Zsuzsanna, Gyarmati István és Meszerics Tamás.

## Kritika
Az Athena Intézet tevékenysége a kezdetektől fogva a szélsőjobboldal támadásainak kereszttüzében áll, melynek képviselői rendszeresen vitatják az intézmény objektivitását.